# Sztyerlitamaki járás
A Sztyerlitamaki járás (oroszul Стерлитамакский район, baskír nyelven Стәрлетамаҡ районы) Oroszország egyik járása a Baskír Köztársaságban.

## Népesség
- 1970-ben 43 832 lakosa volt, melyből 11 692 tatár (26,7%), 3 487 baskír (7,8%).
- 1989-ben 33 592 lakosa volt, melyből 8 946 tatár (26,6%), 4 537 baskír (13,5%).
- 2002-ben 37 699 lakosa volt, melyből 12 893 orosz (34,2%), 8 141 baskír (21,59%), 8 138 tatár (21,59%), 5 190 csuvas, 1 393 ukrán, 962 mordvin.
- 2010-ben 40 325 lakosa volt, melyből 14 351 orosz (35,6%), 9 329 tatár (23,2%), 8 719 baskír (21,6%), 4 938 csuvas, 1 056 ukrán, 803 mordvin, 60 fehérorosz, 56 mari, 11 udmurt.

| Lakosok száma | 59 245 | 43 737 | 33 592 | 33 476 | 40 325 | 40 836 | 41 411 | 41 817 | 42 979 | 48 044 |
|               | 1939   | 1970   | 1989   | 2008   | 2010   | 2012   | 2014   | 2016   | 2018   | 2021   |